# Kreis Colombier
| Kreis Colombier           | Kreis Colombier    |
| Basisdaten                | Basisdaten         |
| ------------------------- | ------------------ |
| Staat:                    | Schweiz            |
| Kanton:                   | Waadt (VD)         |
| Bezirk:                   | Morges             |
| Hauptort:                 | Colombier          |
| Fläche:                   | 33,73 km²          |
| Einwohner:                | 6'912 (31.12.2023) |
| Bevölkerungsdichte:       | 205 Einw. pro km²  |
| Aufgehoben am:            | 31. Dezember 2006  |
| Karte                     |                    |
| Karte von Kreis Colombier |                    |

Der Kreis Colombier (französisch Cercle de Colombier) war bis zum 31. August 2006 eine Verwaltungseinheit des Bezirks Morges im Kanton Waadt in der Schweiz. Sitz des Kreisamtes war Colombier.
Der Kreis umfasste zwölf Gemeinden und war 33,73 km² gross. Die Gemeinden des ehemaligen Kreises zählten Ende 2023 6'912 Einwohner.
| Wappen                    | Name der Gemeinde         | Einwohner (31. Dezember 2023) | Fläche in km² | Einw. pro km² |
| ------------------------- | ------------------------- | ----------------------------- | ------------- | ------------- |
| Aclens                    | Aclens                    | 578                           | 3,90          | 148           |
| Chigny                    | Chigny                    | 422                           | 0,89          | 474           |
| Clarmont                  | Clarmont                  | 220                           | 1,02          | 216           |
| Colombier                 | Colombier                 | 522                           | 5,28          | 99            |
| Echichens                 | Echichens                 | 1'827                         | 2,53          | 722           |
| Monnaz                    | Monnaz                    | 372                           | 1,61          | 231           |
| Reverolle                 | Reverolle                 | 412                           | 1,81          | 349           |
| Romanel-sur-Morges        | Romanel-sur-Morges        | 462                           | 1,76          | 263           |
| Saint-Saphorin-sur-Morges | Saint-Saphorin-sur-Morges | 462                           | 3,85          | 120           |
| Vaux-sur-Morges           | Vaux-sur-Morges           | 182                           | 2,10          | 87            |
| Vufflens-le-Château       | Vufflens-le-Château       | 882                           | 2,14          | 412           |
| Vullierens                | Vullierens                | 571                           | 6,84          | 83            |
| Total (12)                | Total (12)                | 6'912                         | 33,73         | 205           |